# Huron (California)
Huron o Hurón, fundada en 1951, es una ciudad ubicada en el condado de Fresno en el estado estadounidense de California. En el año 2000 tenía una población de 6,306 habitantes y una densidad poblacional de 1,801.7 personas por km².

## Geografía
Huron se encuentra ubicada en las coordenadas 36°12′N 120°6′O / 36.200, -120.100. Según la Oficina del Censo, la ciudad tiene un área total de 7,5 km² (2,9 mi²), de la cual 7,3 km² (2,8 mi²) es tierra y 0,2 km² (0,1 mi²) (2.75%) es agua.

## Demografía
Según la Oficina del Censo en 2000 los ingresos medios por hogar en la localidad eran de $24,609, y los ingresos medios por familia eran $23,939. Los hombres tenían unos ingresos medios de $21,656 frente a los $16,442 para las mujeres. La renta per cápita para la localidad era de $9,425. Alrededor del 39.4% de la población estaban por debajo del umbral de pobreza.